# Jeff Daniel Phillips
Jeffrey Daniel Phillips (Chicago, 3 luglio 1968) è un attore statunitense.

## Biografia
Rimasto da ragazzo orfano del padre, un escavatorista morto sul lavoro durante la costruzione del Rosemont Horizon, Phillips studia belle arti a Roma e poi torna in patria per frequentare l'University of Southern California dove consegue la laurea nella stessa disciplina e in cinema.
Nel 1992 compare in I signori della truffa e in seguito recita in alcune serie televisive. Diventa noto negli Stati Uniti d'America dopo avere interpretato il ruolo di un cavernicolo in una serie di spot pubblicitari della compagnia di assicurazioni GEICO, e nel 2007 appare anche nella sitcom dell'ABC intitolata Cavemen e basata sugli stessi personaggi. Nel 2009 prende parte ad Halloween II di Rob Zombie e successivamente lo stesso regista lo vuole pure fra i protagonisti di Le streghe di Salem (2012), 31 (2016), e 3 from Hell (2019).

## Filmografia

### Cinema
- Son of Darkness: To Die For II, regia di David Price (1991)
- I signori della truffa (Sneakers), regia di Phil Alden Robinson (1992)
- Peephole, regia di Shem Bitterman (1993)
- Hide (cortometraggio), regia di Jeff Daniel Phillips (2003)
- Identità sospette (Unknown), regia di Simón Brand (2006)
- Zodiac, regia di David Fincher (2007)
- Elsewhere, regia di Nathan Hope (2009)
- Halloween II, regia di Rob Zombie (2009)
- Otis E., regia di Jeff Daniel Phillips (2009)
- Faster, regia di George Tillman Jr. (2010)
- A Sweet Set (cortometraggio), regia di Jeff Daniel Phillips (2010)
- Holiday with Mommy (cortometraggio), regia di Jeff Daniel Phillips (2010)
- Errand_boy (cortometraggio), regia di Jeff Daniel Phillips (2010)
- Le streghe di Salem (The Lords of Salem), regia di Rob Zombie (2012)
- Carlos Spills the Beans, regia di Brian McGuire (2013)
- Glow (cortometraggio), regia di Douglas Jessup (2013)
- Dr. Jeckel and Mr. Coffins (cortometraggio), regia di Jeff Daniel Phillips (2014)
- We Found Footage (cortometraggio), regia di Pete Ohs (2015)
- The Weight of Blood and Bones (cortometraggio), regia di Chris Ekstein (2015)
- Scherzi della natura (Freaks of Nature), regia di Robbie Pickering (2015)
- 31, regia di Rob Zombie (2016)
- Happy Birthday, regia di Casey Tebo (2016)
- Irwindale (cortometraggio), regia di Tony Gardner e Jeff Daniel Phillips (2016)
- Psychopaths, regia di Mickey Keating (2017)
- Fireball Ministry: The Answer (cortometraggio), regia di Brandon Trost (2017)
- There Shall Come Angels (cortometraggio), regia di Matthew Fackrell e Matt Nix (2017)
- The Ice Cream Truck, regia di Megan Freels Johnston (2017)
- Satanic Panic, regia di Chelsea Stardust (2019)
- 3 from Hell, regia di Rob Zombie (2019)
- Undercover Brother 2, regia di Leslie Small (2019)
- Becoming, regia di Omar Naim (2020)
- Burning Dog, regia di Trey Batchelor (2020)
- An American Pickle, regia di Brandon Trost (2020)
- The Munsters, regia di Rob Zombie (2022)

### Televisione
- Beyond Belief: Fact or Fiction – serie TV, episodio 1x06 (1997)
- Profiler - Intuizioni mortali (Profiler) – serie TV, episodio 2x02 (1997)
- Arrest & Trial – documentario, episodio Dari Mart Death (2000)
- Philly – serie TV, episodio 1x05 (2001)
- Standoff – serie TV, episodio 1x08 1x08 (2006)
- Cavemen – serie TV, 8 episodi (2007-2008)
- Trust Me – serie TV, episodio 1x08 (2009)
- CSI: Miami – serie TV, episodio 8x16 (2010)
- Futurestates – serie TV, episodio 5x02 (2014)
- Agents of S.H.I.E.L.D. – serie TV, episodio 2x13 (2015)
- Westworld - Dove tutto è concesso (Westworld) – serie TV, 4 episodi (2016)
- Flaked – serie TV, episodi 1x06-1x08-2x04 (2016-2017)
- APB - A tutte le unità (APB) – serie TV, episodio 1x08 (2017)
- Claws – serie TV, episodi 1x07-1x08-1x10 (2017)
- The Gifted – serie TV, 11 episodi (2017-2019)
- Dexter: Original Sin – serie TV, 5 episodi (2024-2025)

## Doppiatori italiani
Nelle versioni in italiano delle opere in cui ha recitato, Jeff Daniel Phillips è stato doppiato da:
- Stefano Miceli in CSI: Miami
- Vittorio Guerrieri in 31
- Fabrizio Dolce in Westworld - Dove tutto è concesso
- Dodo Versino in I Mostri